# Abou-Saïd Bahadour
Pour les articles homonymes, voir Abou-Saïd.
Abou-Saïd Bahadour, né en 1305,  mort en 1335, prince mongol descendant de Gengis Khan, membre de la dynastie des Houlagides, est le neuvième ilkhan de Perse de 1316 à sa mort.

## Biographie
Abou-Saïd est le fils du huitième ilkhan, Oldjaïtou. Il lui succède en 1316.
Le début de son règne est marqué par la chute du vizir de Ghazan et d'Oldjaïtou, Rashid al-Din, révoqué dès 1316 et exécuté en 1318. Un rôle essentiel est alors tenu par l'émir Chupan : « émir des émirs », titulaire du sceau royal à partir de 1318. 
Abou-Saïd se convertit à l'islam sunnite après que son père Oldjaïtou a désigné l’islam comme religion d'état ; le sunnisme redevient alors la religion officielle de l'empire. En 1322 il achève la mosquée de Varamin qu'avait commencé à bâtir son père.
Très épris de la fille de Chupan, Bagdâd Khâtûn, il souhaite l'épouser ; Chupan s'y oppose et la fait épouser Hassan Bozorg. En 1327, alors que Chupan est loin de la cour, son fils Demachq Khâja abuse de sa position au palais ; il est exécuté sur ordre d'Abou-Saïd, et Chupan, en fuite après avoir essayé de se venger, est exécuté par un vassal. L'année suivante, Hassan Bozorg se sépare de Bagdâd Khâtûn, qu'Abou-Saïd peut enfin épouser. Il épouse également la fille de Demachq, Delchâd Khâtûn, en 1333.

## Mort
Abu Sa'id dut faire face à une autre invasion d'Özbeg en 1335 et partit pour lui faire face, mais mourut en route vers le Karabakh, dans la nuit du 30 novembre au 1er décembre 1335. Son corps fut emmené à Soltaniyeh et y fut enterré. Selon Ibn Battuta, il a été empoisonné par Bagdad Khatun pour cause de jalousie. Il a peut-être également été victime de la peste noire.
Abu Sa'id est mort sans héritier ni successeur désigné, laissant ainsi l'Ilkhanat vulnérable. Cela a conduit à des affrontements entre les grandes familles, comme les Chupanids, les Jalayirids, et de nouveaux mouvements comme les Sarbadars. À son retour en Perse, le grand voyageur Ibn Battuta fut étonné de découvrir que le royaume qui semblait si puissant vingt ans auparavant s'était dissous si rapidement. L'Ilkhanate perdit sa cohésion après la mort d'Abu Sa'id et celle de son successeur, Arpa Ke'un, devenant une pléthore de petits royaumes dirigés par les Mongols, les Turcs et les Perses.

## Vizirs
Rashid-al-Din Hamadani (1317)
Taj Al-Din Ali Shah (1317-1323)
Rukn al-Din Sa'in (1323-1327)
Ghiyas al-Din ibn Rashid al-Din (1327-1335)

## Famille

### Epouses et descendance
Abu Sa'id s'est marié six fois avec des épouses issues de différentes maisons aristocratiques, dont Borjigin, Oirat et Suldus ; de toutes ces unions, il n'eut qu'une fille :
1. Uljay Qutlugh Khatun (m. 5 juillet 1317), fille de Ghazan et Bulughan Khatun, et veuve de son frère aîné Bastam ;
2. Bagdad Khatun (m. 1327 – div. 1333, exécutée le 16 décembre 1335), fille d'Amir Chupan et ex-épouse de Hasan Buzurg ;
3. Malika Khatun, fille de Tuq b. Sulaimish b. Tengiz Güregen ;
4. Dilshad Khatun (m. 1333, décédée le 27 décembre 1351), fille de Demasq Kaja et Tursin Khatun, fille d'Irinjin Kurkan et Konchak Khatun, fille de Tekuder ;
  - Une fille (née le 18 mai 1336) - probablement décédée8 avant son père ;
5. Adil Shah Khatun (décédée le 7 mai 1332, près d'Ujan), fille de Tukal ibn Essen Qutlugh (gouverneur du Khorasan, décédé le 10 octobre 1318) ;
6. Sarqadaq Khatun, fille de Dawlat Shah Suldus, parent d'Amir Chupan[3] ;

Après la mort d'Abou-Saïd, trois ilkhans éphémères se succédèrent jusqu'en 1338. Certaines listes font état de cinq autres ilkhans rivaux jusqu'en 1353, nommés par des puissances voisines.